# ヴァルディス・ザトレルス
ヴァルディス・ザトレルス（ラトビア語: Valdis Zatlers、1955年3月22日 - ）は、ラトビアの政治家、整形外科医。2007年から2011年まで、第7代同国大統領を務めた。

## 経歴
1979年にリガ医学研究所を卒業、リガ第二病院に整形外科医として勤務した。1985年から1994年まで外傷外科部長を務めた。1988年から1989年にかけてはラトビア人民戦線の中央委員会の一員であった。また入党はしなかったものの、1998年に結党された人民党のマニフェストに署名している。
2007年5月の大統領選挙にサエイマの与党連合から擁立されて立候補、ラトビア緑の党とラトビア農民連合の支持するアンドリス・エンドジンシュを破って当選した。
2011年5月、ラトビアがオリガルヒによる深刻な経済侵略に晒されているとして、国民の信を問うべくサエイマを解散したが、6月の大統領選挙で緑の党と農民連合の支持するアンドリス・ベールジンシュに破れて大統領職を譲った。
大統領辞任後の7月23日に改革党を結党してその党首となった。